# Безгін Ігор Дмитрович
І́гор Дми́трович Безгін (8 жовтня 1936, Харків — 29 вересня 2014, Київ) — український театральний діяч, учений, педагог і організатор театральної справи. Віце-президент НАМ України, завідувач кафедри Київського національного університету театру, кіно і телебачення ім. І. К. Карпенка-Карого. Дійсний член (академік) Національної академії мистецтв України (1997), доктор мистецтвознавства (1991), професор (1992), заслужений діяч науки і техніки України (1993), лауреат Державної премії України в галузі науки і техніки (2006).

## Біографія
Народився 8 жовтня 1936 р. у м. Харкові. Закінчив Київський інженерно-будівельний інститут (1960). Директор київських театрів: ляльок; юного глядача; українського академічного драматичного театру ім. І. Франка (1964–1968). Закінчив Київський інститут театрального мистецтва ім. І. К. Карпенка-Карого (1968). Закінчив аспірантуру Ленінградського інституту театру, музики і кінематографії (1974). Створив і очолив кафедру організації театральної справи, у Київському національному університеті театру, кіно і телебачення ім. І. К. Карпенка-Карого (1975). Закінчив докторантуру Київської державної консерваторії ім. П. І. Чайковського (1987). Заступник міністра культури і мистецтв України (1995–1997).
1997 — перебував на науково-педагогічній роботі в Нью-Йоркському університеті (США). 1998 — обраний віце-президентом АМУ.
Член Національної спілки театральних діячів та Національної спілки журналістів України.

## Наукова діяльність
Започаткував новий перспективний напрямок театрознавства: вперше у вітчизняній науці теоретично обґрунтував і дослідив проблеми організації діяльності творчих колективів у виконавському мистецтві.

### Основні наукові праці
- «Визначення рівня організації творчо-виробничого процесу в театрі» (1972),
- «Об'єкт управління — театр» (1976),
- «Театральне мистецтво: організація і творчість» (1986, у співавторстві),
- «Організаційні проблеми театру» (1993),
- «Нагороди України» (1996, у 3 томах, у співавторстві),
- «Театр і глядач у сучасній соціокультурній реальності» (2003, у співавторстві),
- «Мистецтво і ринок» (2005),
- «Глядач і театр: соціодинаміка взаємовідносин» (2006, у співавторстві),
- «Академіки. Життя в мистецтві» (2006) та ін.

За його науковою редакцією вийшли друком переклади монографій:
- Іржі Ружичка «Психологія і робота з людьми» (Чехія, 1984),
- Стівен Ленглі «Театральний менеджмент і продюсерство. Американський досвід» (США, 2000),
- Франсуа Кольбер та ін. «Маркетинг у сфері культури і мистецтва» (Канада, 2004).
- Безгін І. Д. Академіки. Життя в мистецтві / Ігор Безгін. — Київ: Інтертехнологія, 2006. — 176 с. [Архівовано 5 серпня 2020 у Wayback Machine.]

## Педагогічна діяльність
30 років очолював кафедру організації театральної справи у Київському національному університеті театру, кіно і телебачення ім. І. К. Карпенка-Карого.
Під його навчально-методичним керівництвом отримали вищу спеціальну освіту понад 800 театральних менеджерів, більшість з яких нині адміністративно очолюють театри України та їхні підрозділи, успішно працюють у неприбутковій сфері культури та в шоу-бізнесі.

## Громадська діяльність
Ігор Безгін — заступник голови Експертної ради Вищої атестаційної комісії (ВАК) України, член кількох спеціалізованих учених рад із захисту докторських дисертацій, з 2004 — член Комітету з премії ім. Івана Франка у галузі інформаційної діяльності, член редколегій ряду наукових видань і періодики; неодноразово репрезентував Україну на міжнародних наукових конференціях, симпозіумах.

## Нагороди
- Орден князя Ярослава Мудрого V ступеня (2011),
- Орден «За заслуги» І ступеня (2009), ІІ ступеня (2006) і ІІІ ступеня (1998),
- Почесна Грамота Верховної Ради України (2004),
- Золота медаль АМУ (2006)
- Почесна відзнака Київського міського голови «Знак Пошани» (2006),
- Заслужений діяч науки і техніки України (1993),
- Державна премія України в галузі науки і техніки (2006)
- Премія імені Івана Франка у галузі інформаційної діяльності (2006)
- Премія Спілки театральних діячів України (1994)
- Премія «Київська пектораль» (2006)